# La disintegrazione della persistenza della memoria
La disintegrazione della persistenza della memoria  è un dipinto a olio su tela (24x33 cm) realizzato nel 1952 dal pittore spagnolo Salvador Dalí. È conservato nel Salvador Dalí Museum a Saint Petersburg (Florida). Il quadro è una rielaborazione del dipinto La persistenza della memoria.